# Jasmine (film 2013)
Jasmine è un film d'animazione del 2013 diretto da Alain Ughetto candidato all'European Film Awards per il miglior film d'animazione.